# Nando's
Nando's är en snabbmatskedja från Sydafrika. Nando's har specialiserat sig på att sälja olika kycklingrätter med tillbehör såsom pommes frites, coleslaw, kryddat ris och cous-cous.
Nando's är en restaurangkedja med ett portugisiskt/moçambiquanskt tema. Nando's grundades 1987 och driver restauranger i 32 länder och på fem kontinenter. Nando's specialiserar sig på kycklingrätter med antingen citron och ört, medium, het eller extra starka peri-peri marinader. 

Företaget är uppkallat efter Nandie, son till Fernando Duarte, en portugisisk medborgare som bor i Sydafrika. Han och en vän, Robert Brozin, köpte år 1987 en restaurang som heter Chickenland i Rosettenville, södra Johannesburg. Detta blev den första Nando's-restaurangen.